# Menhir El Cabezudo
Le menhir El Cabezudo, connu également sous le nom de menhir de Valdeolea, est un mégalithe datant du Néolithique situé près de la commune de Valdeolea, dans la communauté autonome de Cantabrie.

## Situation
Il est situé au sommet d'une colline, dans le hameau de El Olmo.

## Description
Il s'agit d'un menhir en grès d'une hauteur totale de 4,85 m (la partie visible mesure 3,85 m) pour une largeur de 1,20 m ; son poids est estimé à 5 tonnes.
C'est l'un des huit mégalithes de Valdeolea et l'un des plus grands menhirs d'Espagne.

## Histoire
Découvert renversé et brisé en deux morceaux, il fut restauré et redressé à son emplacement d'origine.